# Polythlipta globulipedalis
Polythlipta globulipedalis là một loài bướm đêm trong họ Crambidae.